# 萩原町立羽根小学校
萩原町立羽根小学校 （はぎわらちょうりつ はねしょうがっこう）は、かつて岐阜県益田郡萩原町（現・下呂市）に存在した公立小学校。

## 概要
- 校区は萩原町南西部（羽根・跡津・古関など）であり、旧・益田郡川西村の小学校あった。1963年、萩原小学校に統合され廃校。

## 沿革
- 1873年（明治6年）12月 - 羽根村に羽根学校として開校。羽根村、跡津村、古関村の児童が通学する。羽根村の羽根劇場を仮校舎とする。
- 1875年（明治8年）2月 - 西上田村、跡津村、羽根村、野上村、尾崎村、四美村、三原村、少ヶ野村[注釈 2]が合併し、川西村が発足。
- 1883年（明治16年）2月 - 川西村大字羽根字古垣内に新築移転。
- 1885年（明治18年） - 羽根簡易科小学校に改称する。
- 1886年（明治19年）3月 - 跡津地区が羽根簡易科小学校から独立し、川西村大字跡津字上垣内に跡津簡易科小学校が開校。
- 1888年（明治21年） - 跡津簡易科小学校が羽根簡易科小学校に統合される。このころ、羽根尋常小学校に改称する。
- 1902年（明治35年） - 羽根尋常高等小学校に改称する。
- 1906年（明治39年） - 実業補習学校を併設する。
- 1909年（明治42年）4月 - 校舎を新築（木造2階建）。
- 1927年（昭和2年）
  - 9月 - 校舎を改築。
  - 11月 - 青年訓練所を併設。
- 1941年（昭和16年）4月1日 - 羽根国民学校に改称する。
- 1947年（昭和22年）4月1日 - 川西村立羽根小学校に改称する。
- 1956年（昭和31年）8月25日 - 萩原町、川西村、及び大野郡山之口村と合併し、改めて萩原町が発足。同時に萩原町立羽根小学校に改称する。
- 1963年（昭和38年）3月 - 萩原小学校と統合し、廃校。